# Шейфер (тауншип, Миннесота)
Шейфер (англ. Shafer) — тауншип в округе Шисаго, Миннесота, США. На 2000 год его население составило 646 человек.

## География
По данным Бюро переписи населения США площадь тауншипа составляет 78,4 км², из которых 77,6 км² занимает суша, а 0,8 км² — вода (0,99 %).

## Демография
По данным переписи населения 2000 года здесь находились 646 человек, 219 домохозяйств и 180 семей.  Плотность населения —  8,3 чел./км².  На территории тауншипа расположено 233 постройки со средней плотностью 3,0 построек на один квадратный километр. Расовый состав населения: 97,83 % белых, 1,24 % азиатов, 0,15 % — других рас США и 0,77 % приходится на две или более других рас. Испанцы или латиноамериканцы любой расы составляли 0,31 % от популяции тауншипа.
Из 219 домохозяйств в 41,1 % воспитывались дети до 18 лет, в 70,8 % проживали супружеские пары, в 9,1 % проживали незамужние женщины и в 17,8 % домохозяйств проживали несемейные люди. 14,6 % домохозяйств состояли из одного человека, при том 6,4 % из — одиноких пожилых людей старше 65 лет. Средний размер домохозяйства — 2,95, а семьи — 3,29 человека.
29,7 % населения — младше 18 лет, 5,9 % — в возрасте от 18 до 24 лет, 30,2 % — от 25 до 44, 25,1 % — от 45 до 64, и 9,1 % — старше 65 лет. Средний возраст — 38 лет. На каждые 100 женщин приходилось 97,0 мужчин.  На каждые 100 женщин старше 18 приходилось 98,3 мужчин.
Средний годовой доход домохозяйства составлял 59 375 долларов, а средний годовой доход семьи —  61 458 долларов. Средний доход мужчин —  41 500  долларов, в то время как у женщин — 22 222. Доход на душу населения составил 20 983 доллара. За чертой бедности находились 1,0 % семей и 1,9 % всего населения тауншипа, из которых 1,9 % младше 18 и 2,9 % старше 65 лет.